# Pismo umetnikom
Pismo umetnikom (izvirno italijansko Lettera del papa Giovanni Paolo II agli artisti) je pismo, ki ga je napisal papež Janez Pavel II. leta 1999.
V zbirki Cerkveni dokumenti je to delo izšlo leta 1999 kot 82. cerkveni dokument (kratica CD 82).